# Протонный проводник
Протонный проводник - это электролит (обычно твердый электролит), в котором H+ являются основными носителями заряда.

## Состав
Кислотные растворы обладают протонной проводимостью, однако чистые протонные проводники обычно представляют собой сухие твердые вещества. Например - полимеры или керамика.  Водяной лёд - распространенный пример чистого протонного проводника, хотя и относительно плохого. Однако особая форма водяного льда, суперионная вода, проводит гораздо более эффективно, чем обычный водяной лед. Твердофазная протонная проводимость была впервые предложена Альфредом Уббелоде и С.Э. Роджерсом в 1950 г, хотя токи протонов электролита были известны с 1806 г.
Протонная проводимость также наблюдалась в протонных проводниках нового типа для топливных элементов - протонных органических ионных пластических кристаллах (ПОИПК), таких как перфторбутансульфонат 1,2,4-триазолина и метансульфонат имидазолина. В частности, высокая ионная проводимость 10 mS/cm достигается при 185 °C в пластической фазе метансульфоната имидазолина.
Протонные проводники в виде тонких мембран  являются неотъемлемой частью небольших недорогих топливных элементов. Полимер нафион является типичным проводником протонов в топливных элементах. Желеобразное вещество, находящееся в ампулах Лоренцини у акул, имеет самое высокое значение протонной проводимости среди всех биологических материалов, и оно всего в 40 раз ниже, чем у нафиона.
Также известно о высокой протонной проводимости среди щелочноземельных цератов и перовскитных материалов на основе цирконата, таких как акцепторный легированный SrCeO3, BaCeO3 and BaZrO3. Относительно высокая протонная проводимость также была обнаружена в ортониобатах, ортотанталатах а так же в вольфраматах редкоземельных элементов.